# Comuna Mîrohoșcea Perșa, Dubno
Mîrohoșcea Perșa (în ucraineană Мирогоща Перша) este o comună în raionul Dubno, regiunea Rivne, Ucraina, formată din satele Kosteaneț, Lîpa, Mîrohoșcea Druha, Mîrohoșcea Perșa (reședința) și Mokre.

## Demografie
Componența lingvistică a comunei Mîrohoșcea Perșa
     Ucraineană (99,15%)
     Alte limbi (0,77%)
Conform recensământului din 2001, majoritatea populației comunei Mîrohoșcea Perșa era vorbitoare de ucraineană (99,15%), existând în minoritate și vorbitori de alte limbi.